# 住吉車站 (阪神)

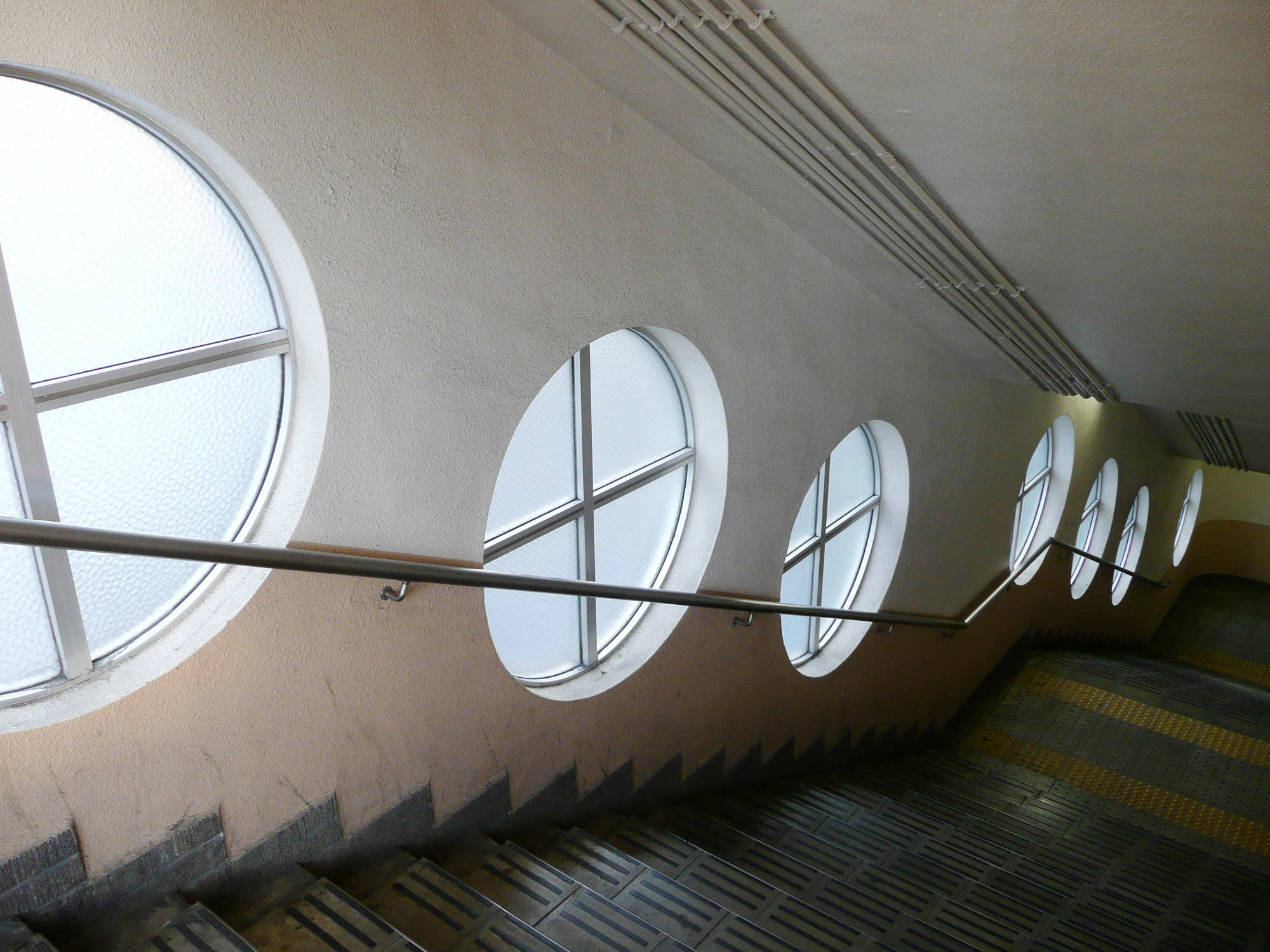
階梯旁的圓窗

住吉站（日语：／ Sumiyoshi eki */?）位於兵庫縣神戶市東灘區住吉宮町五丁目，是阪神電氣鐵道的鐵路車站。車站編號為HS 24。
與西鄰的御影站間的距離只有500公尺，為阪神本線最短距離。

## 歷史
- 1905年（明治38年）4月12日 - 阪神本線開業[1]。
- 1929年（昭和4年）7月 - 軌道高架化[1]。
- 1995年（平成7年）
  - 1月17日 - 由於阪神大地震的影響，阪神本線中止營業[2]。
  - 2月11日 - 青木站 - 御影站間復駛（同年6月26日全線復駛）[2]。
- 2014年（平成26年）4月1日 - 導入車站編號[3][4]。

## 車站構造
側式月台2面2線的高架車站。有一處驗票口，位於地面，月台位於二樓。月台只有設置長椅，並沒有等待室。此外，站房也沒有設置電扶梯及電梯。

### 月台

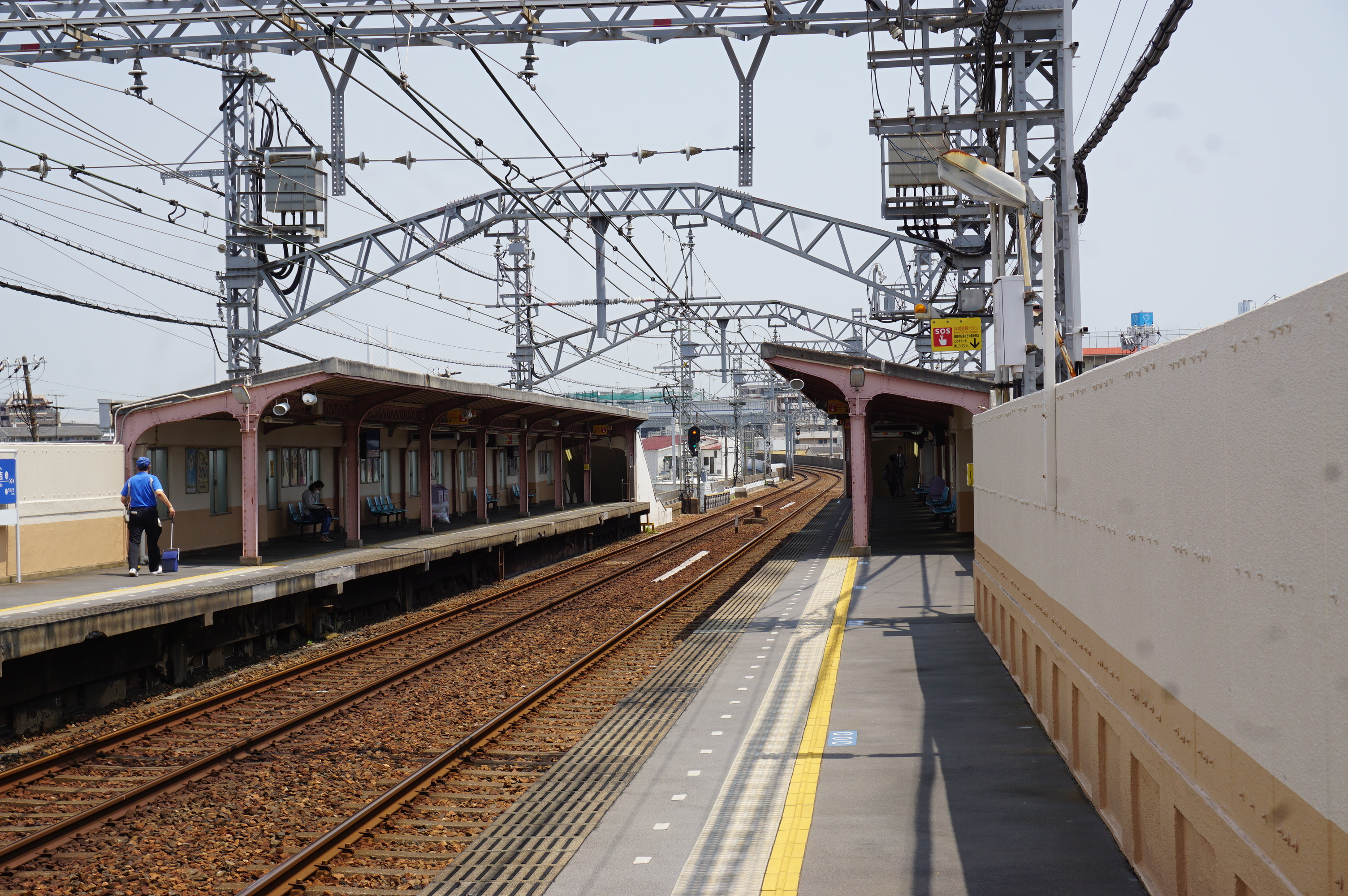
月台
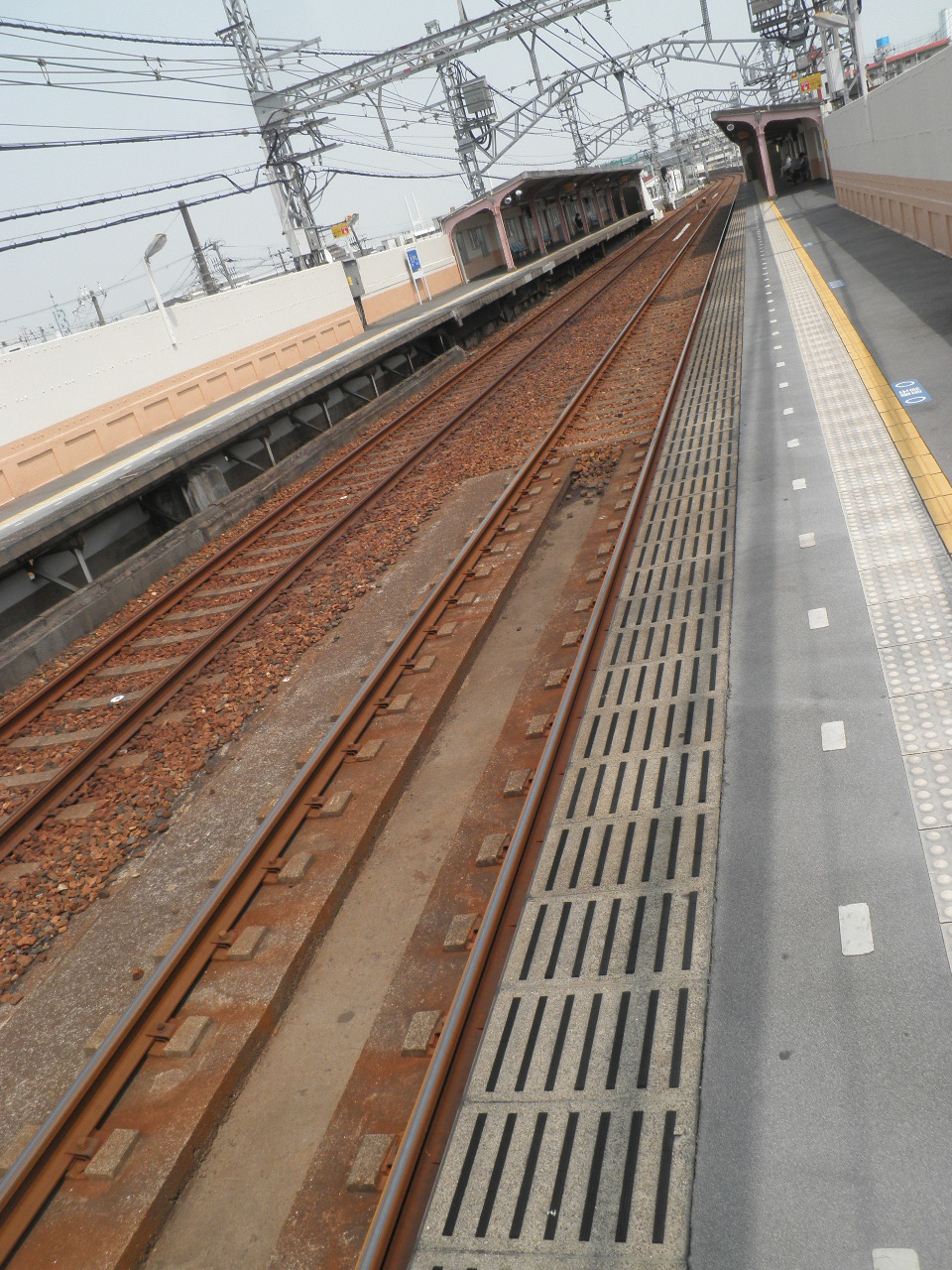
位於下行線的直結軌道

| 月台 | 路線 | 方向 | 目的地                        |
| ---- | ---- | ---- | ----------------------------- |
| 1    | 本線 | 上行 | 往 尼崎、大阪梅田、難波、奈良 |
| 2    | 本線 | 下行 | 往 神戶三宮、明石、姬路       |

| ← 往大阪梅田    | 住吉站配線略圖 | → 往神戶三宮・元町 |
| 图例 参考文献： |                |                    |

- 月台
- 位於下行線的直結軌道

## 使用狀況
2004年1日上下車人次為2,741人，為阪神本線的車站中最少。

## 車站周邊

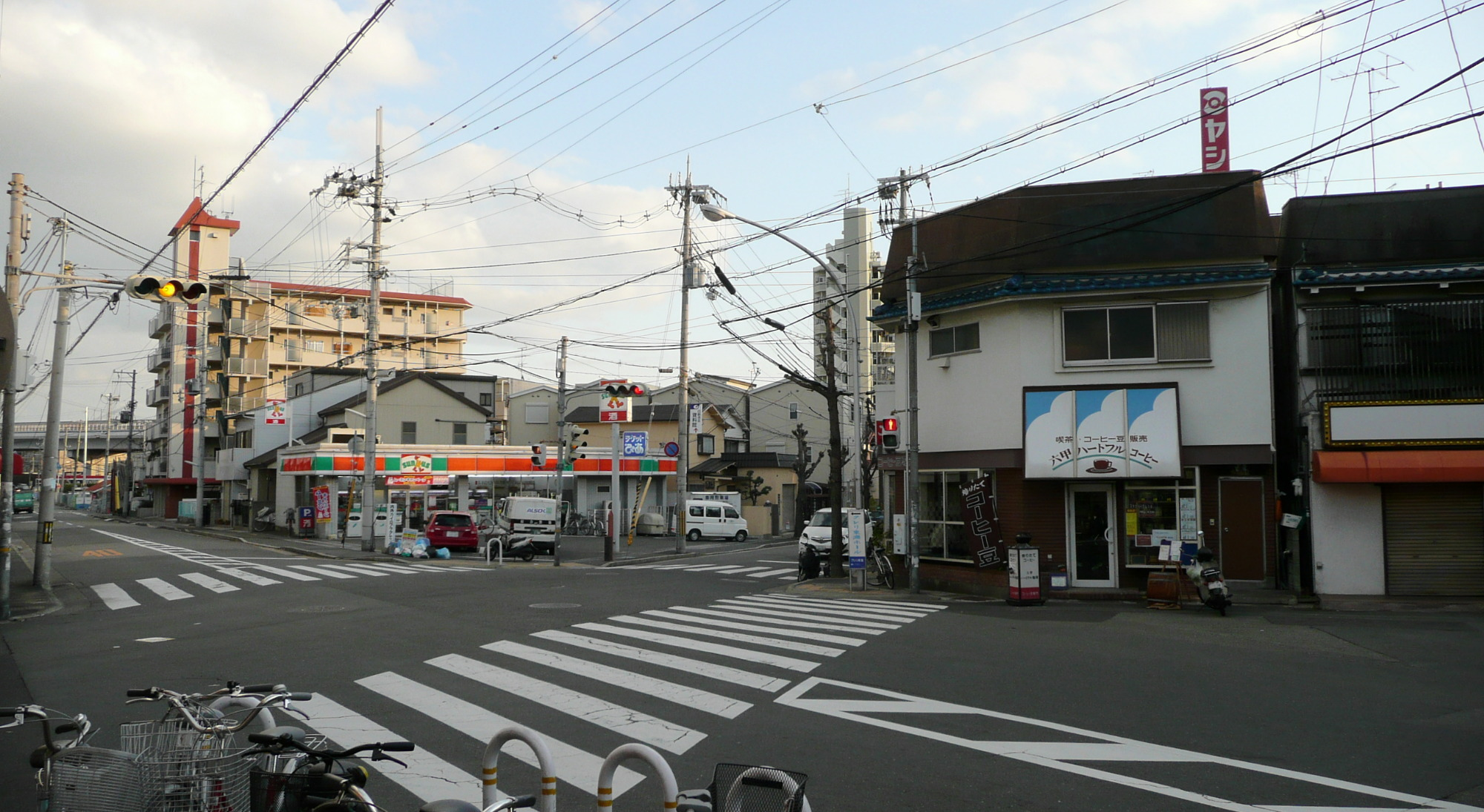
站前風景

周邊為住宅區。車站往南穿過國道43號後則有較多倉庫跟工廠。
JR神戶線（東海道本線）及六甲人工島線也有同名的住吉站，但與該站相距約1公里遠。
- 白鶴酒造（日语：白鶴酒造）本社
  - 白鶴酒造資料館[1]
- 菊正宗酒造本社
- 阪神住吉郵局
- 國道43號
- 住吉公園
- 東求女塚公園
- 住吉公園保育園
- 神戶市立遊喜幼稚園
- 日本年金機構（日语：日本年金機構）東灘年金事務所
- 近畿地方整備局六甲砂防事務所
- 天主教住吉教會

### 公車路線
| 系統 | 目的地               | 主要行經地                   | 營運公司   |
| ---- | -------------------- | ---------------------------- | ---------- |
| 33   | JR甲南山手           |                              | 神戶市巴士 |
| 35   | 阪神御影南口         | 魚崎濱町                     | 神戶市巴士 |
| 39   | JR住吉站前・阪急御影 | 甲南醫院前・鴨子原・神大附屬 | 神戶市巴士 |

## 相鄰車站
阪神電氣鐵道
 本線
■■直通特急、■特急、■區間特急、■快速急行、■急行
通過
■普通
魚崎（HS 23）－住吉（HS 24）－御影（HS 25）

## 外部連結
- {{{name}}}（路線圖、車站資訊） - 阪神電氣鐵道